# Rutul járás
A Rutul járás (oroszul: Рутульский район) Oroszország egyik járása Dagesztánban. Székhelye Rutul.

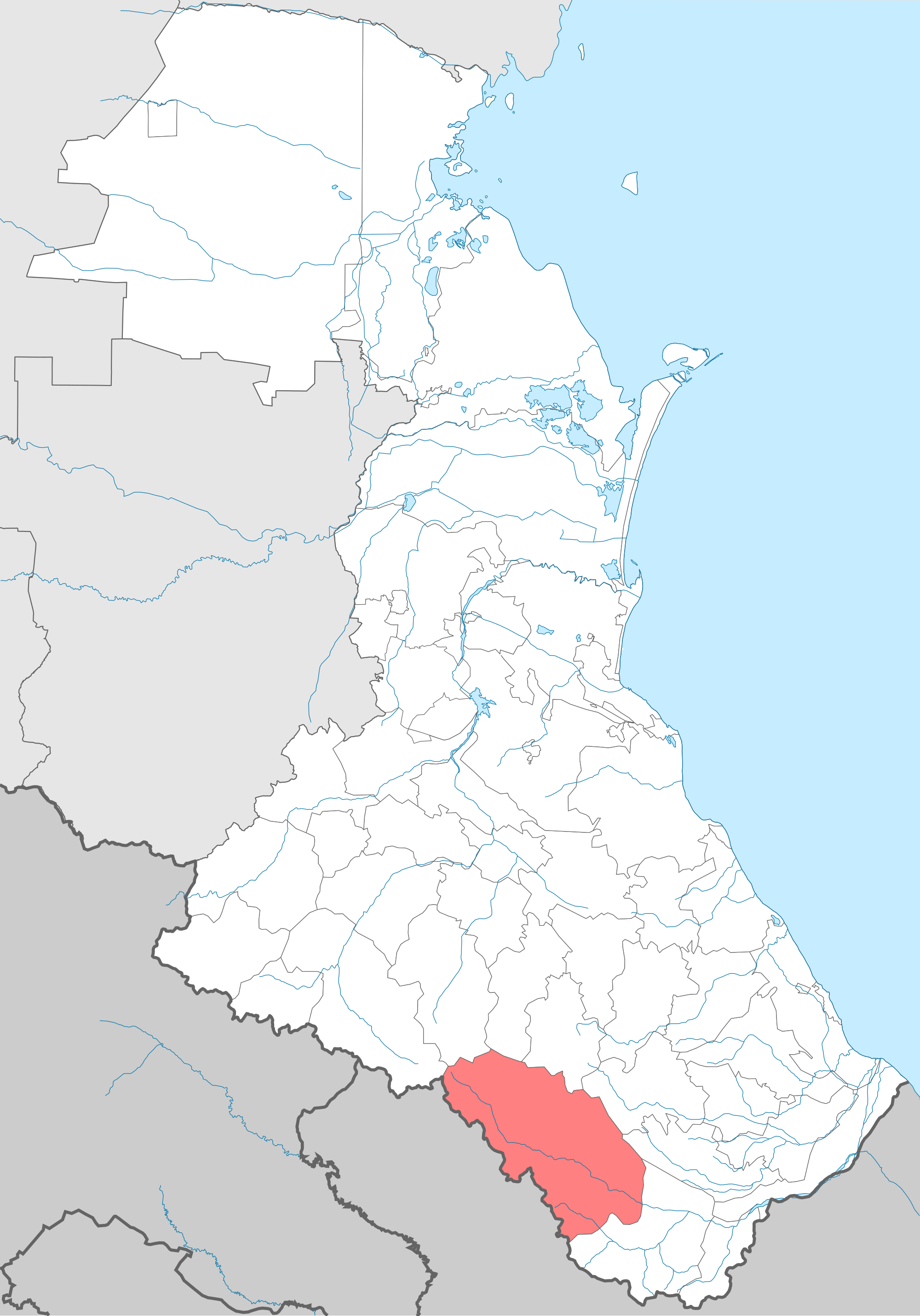
A Rutul járás Dagesztánban

## Népesség
- 1989-ben 17 346 lakosa volt, melyből 9 647 rutul (55,6%), 4 189 cahur (24,1%), 1 462 lezg (8,4%), 834 lak (4,8%), 704 azeri, 428 avar, 34 tabaszaran, 14 orosz, 13 agul, 4 csecsen, 4 dargin, 4 kumik, 1 nogaj.
- 2002-ben 23 503 lakosa volt, melyből 13 975 rutul (59,5%), 4 971 cahur (21,2%), 2 116 lezg (9%), 925 lak (3,9%), 603 azeri, 557 avar, 185 orosz, 14 dargin, 11 tabaszaran, 2 nogaj, 1 agul, 1 csecsen, 1 kumik.
- 2010-ben 22 926 lakosa volt, melyből 13 336 rutul (58,2%), 5 276 cahur (23%), 2 138 lezg (9,3%), 865 lak (3,8%), 623 avar, 359 azeri, 32 orosz, 8 agul, 7 dargin, 6 tabaszaran, 5 kumik, 3 csecsen, 1 nogaj.